# John Wengraf
John Wengraf, född 23 april 1897 i Wien, dåvarande Österrike-Ungern, död 4 maj 1974 i Santa Barbara, Kalifornien, var en österrikisk skådespelare och regissör som sedan 1940-talets början var verksam som filmskådespelare i Hollywood.

## Filmografi, urval
- 1942 – En man av stål
- 1944 – Det sjunde korset
- 1945 – Människor på hotell
- 1946 – I morgon och för alltid
- 1946 – Den vassa eggen
- 1952 – Affären Cicero
- 1960 – Porträtt i svart
- 1961 – Dom i Nürnberg
- 1963 – Jagad av agenter
- 1965 – Narrskeppet